# NEOS - Noua Austrie și Forumul Liberal
NEOS - Noua Austrie și Forumul Liberal (în germană NEOS - Das Neue Österreich und Liberales Forum, abreviat simplu NEOS) este un partid politic liberal de centru din Austria. Unicul președinte de la înființare a fost Matthias Strolz.

## Istorie
Partidul înființat pe 27 octombrie 2012 a participat la alegerile legislative din 2013 printr-o alianță cu Forumul Liberal. Aceasta a obținut 4,9% din voturi și 9 locuri în Nationalrat.
Pe 25 ianuarie 2014 NEOS a absorbit Forumul Liberal, astfel redenumindu-se NEOS - Noua Austrie și Forumul Liberal. În martie a absorbit și Tinerii Liberali Independenți (JuLis) și și-a format organizația de tineret JUNOS - Tinerii Liberali NEOS.
NEOS a devenit membru deplin al Alianței Liberalilor si Democraților la data de 2 mai 2014, iar la alegerile europarlamentare di același an a obținut 8,1%, ceea ce însemna un singur loc de deputat.

## Doctrina
NEOS este un partid liberal, care este susținătorul unei democrații mai directe prin referendumuri. Acesta își dorește încetarea serviciului militar obligatoriu, se opune unei taxe sporite pe proprietate și finanțării partidelor din bani publici.

## Legături externe
- Site Oficial
- Blog-ul personal al lui Matthias Strolz